# Mine Protected Combat Vehicle
Das Mine Protected Combat Vehicle (MPCV) ist ein geschütztes Fahrzeug auf der Basis des Unimog 416, von dem ab 1979 vom rhodesischen Unternehmen Kew Engineering 115 Fahrzeuge hergestellt wurden.

## Entwicklung
Die Entwicklung und Produktion des MPCV erfolgte in der Zeit des Rhodesienkonflikts für das Rhodesian Armoured Car Regiment (RhACR). Der bereits im Einsatz befindliche UR-416 aus westdeutscher Produktion fungierte als Vorbild.
Gegen Ende des Konflikts in den 1970er-Jahren war die rhodesische Industrie in der Lage, derartige Fahrzeuge zu produzieren. Kew Engineering aus Gweru war mit der Produktion betraut und stellte bis zum Ende des Konflikts sechzig Stück her.

## Technik
Das MPCV hat einen geschweißten Stahlpanzerrumpf, welcher die Besatzung zuverlässig vor panzerbrechender Munition des Kalibers 7,62 × 51 mm NATO schützen soll. Zusätzlich trägt die V-förmig gestaltete Fahrzeugwanne zum Schutz der Besatzung bei, indem die Wucht einer Explosion zur Seite ablenkt wird.
Das MPCV ist mit einem Reihensechszylinder-Dieselmotor vom Typ Mercedes-Benz OM 352 ausgestattet, der eine Leistung von 110 PS liefert. Das Daimler-Benz-Triebwerk mit 5675 cm³ Hubraum und Direkteinspritzung fand bereits beim UR-416 Verwendung. Zusätzlich zur zweiköpfigen Besatzung können neun Personen transportiert werden. Die Soldaten im Innenraum sitzen Rücken an Rücken und können durch Schießöffnungen die Seiten durch Feuer decken. Zum Auf- und Absitzen dient eine Hecktür. Der auf dem Dach des MPCV montierte gepanzerte Beobachtungsstand kann mit einem 7,62-mm- oder 12,7-mm-Maschinengewehr bestückt werden. 